# 塔里木乡 (库车市)
塔里木乡，是中华人民共和国新疆维吾尔自治区阿克苏地区库车市下辖的一个乡镇级行政单位。

## 行政区划
塔里木乡下辖以下地区：
阿恰勒村、昆阿里恰克村、喀拉托格拉克村、阿克库勒村、英达里亚村和朗喀村。